# 鈴木三重吉

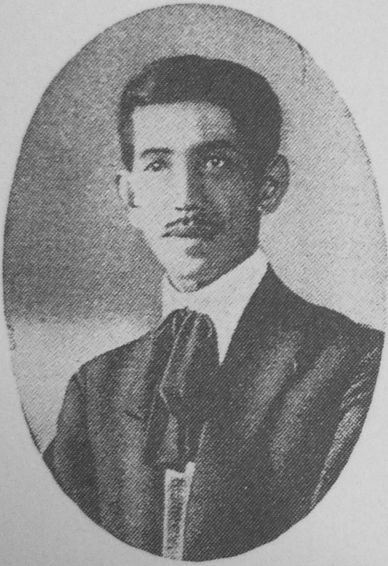
鈴木三重吉

エディオン広島本店東館の壁面にある生誕の地の碑

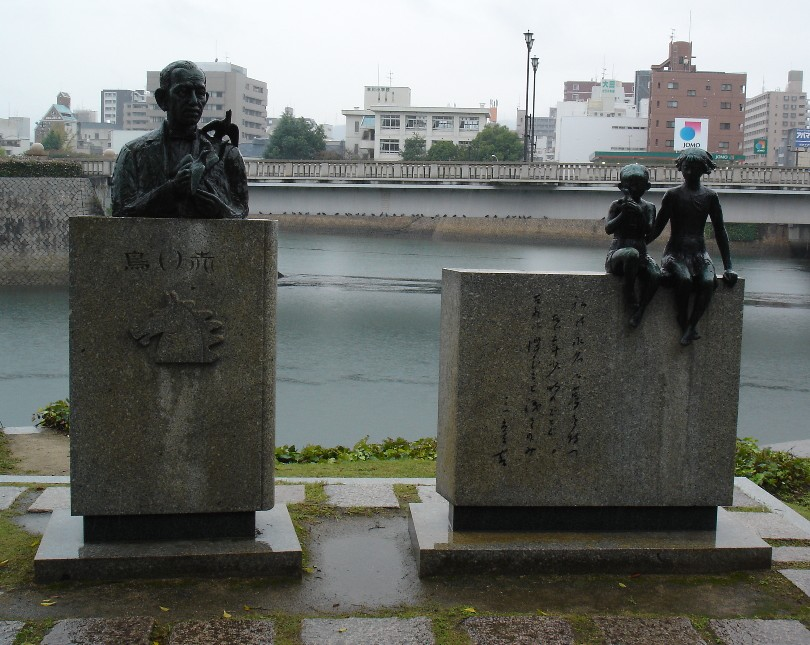
圓鍔勝三作原爆ドームそばの文学碑

鈴木 三重吉（すずき みえきち、1882年〈明治15年〉9月29日 - 1936年〈昭和11年〉6月27日）は、広島県広島市出身の小説家、児童文学者。日本の児童文化運動の父とされる。

## 人物

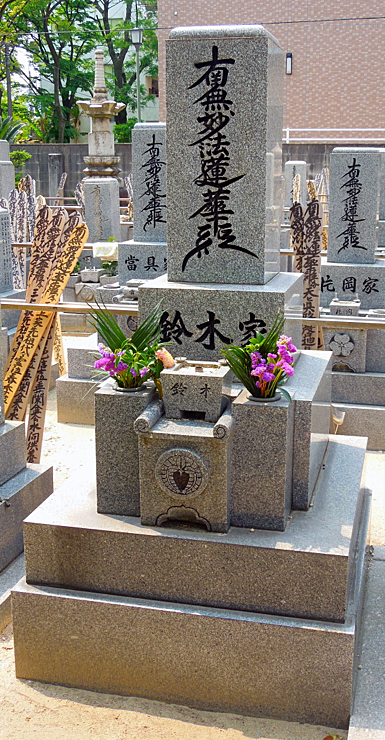
鈴木家之墓（広島県・長遠寺）

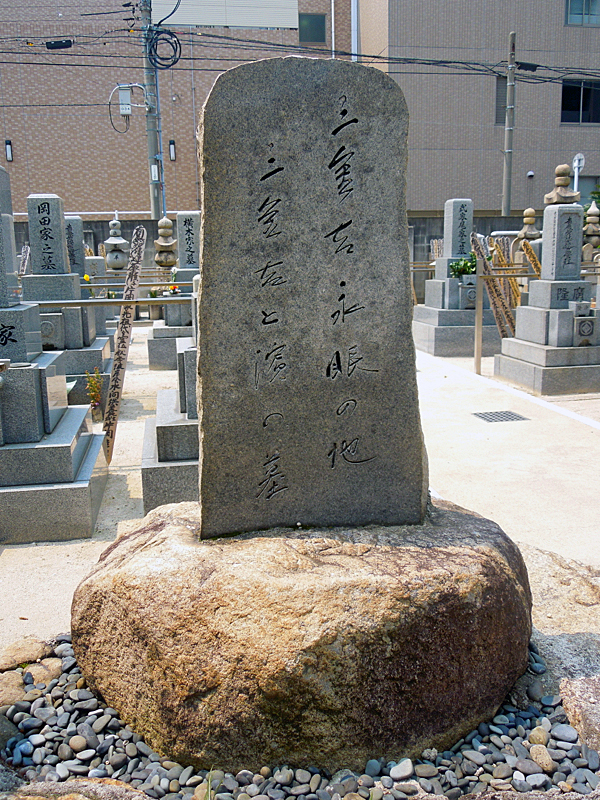
鈴木三重吉之墓碑

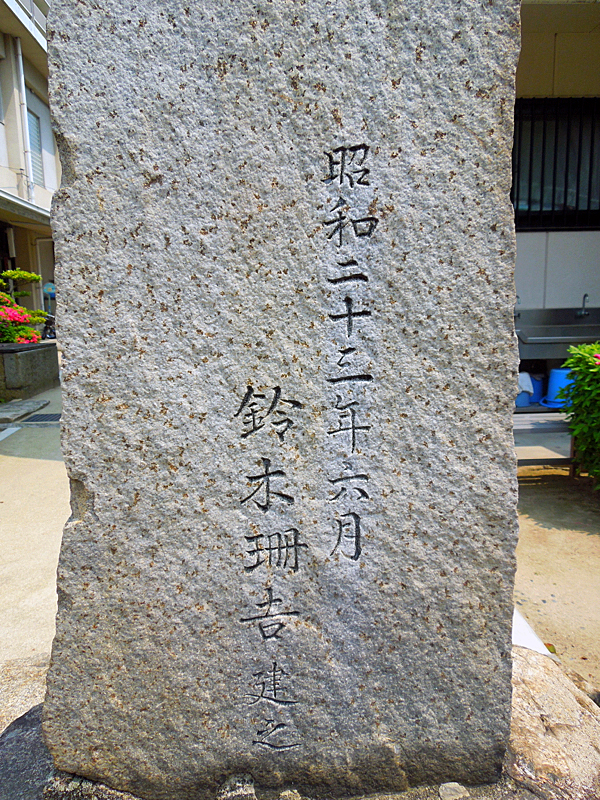
鈴木三重吉之墓碑（裏面）

1882年（明治15年）9月29日、広島県広島市猿楽町（現、中区紙屋町、現在エディオン広島本店 本館がある地）に、父悦二、母ふさの三男として生まれる。
1889年（明治22年）本川小学校に入学。1891年（明治24年）三重吉が9歳の時に、母ふさが亡くなる。1893年（明治26年）11歳の時に、第一高等小学校に入学。1896年（明治29年）広島県広島尋常中学校（現・広島県立広島国泰寺高等学校）に入学。1897年（明治30年）、三重吉が15歳の時に書いた『亡母を慕ふ』が、「少年倶楽部」4月号に、『天長節の記』が「小国民」9年2号（どちらの雑誌も北隆館）に掲載される。この頃、映山という筆名で、「新声」等へも投稿していた。中学2年の時には、童話『あほう鳩』などが、「少年倶楽部」に入選している。
1901年（明治34年）、第三高等学校を経て、東京帝国大学文科大学英文学科に入学。夏目漱石の講義を受ける。1905年（明治38年）23歳の時、神経衰弱を煩い、静養のため大学を休学し、広島県佐伯郡能美島（現・広島県江田島市）で過ごす。この間に『千鳥』の題材を得る。1906年（明治39年）3月に『千鳥』を完成させ、夏目漱石に原稿を送ったところ、推薦を得て高浜虚子に原稿が送られ、雑誌「ホトトギス」5月号に掲載された。以降、漱石門下の一員として中心的な活動をおこなう。
1906年（明治39年）4月から7月頃まで、広島市内の私立中学の講師となる。同年、親友の加計正文を訪ねて加計町吉水園（現・広島県安芸太田町）で夏を過ごし、この間に『山彦』の題材を得る。同年9月、上京して大学に復学し、漱石門下となり、漱石宅での「木曜会」に参加する。これを機に、高浜虚子・森田草平・寺田寅彦・小宮豊隆らと親しくなる。1907年（明治40年）1月に、『山彦』が「ホトトギス」1月号に掲載される。同年4月には、『千代紙』を俳書堂より出版。
1908年（明治41年）東京帝国大学文科大学文学科を卒業。この年の7月に、父悦二が亡くなる。同年10月、成田中学校の教頭として赴任、英語を担当する。1910年（明治43年）3月より、「国民新聞」にて、長編小説『小鳥の巣』を連載した。
1911年（明治44年）三重吉29歳の時、成田中学校を退職し上京、海城中学校の講師となる。同年5月、ふぢと結婚。1912年（明治45年）活発な創作活動により、雑誌への作品掲載や、『返らぬ日』『お三津さん』などを出版。1913年（大正2年）4月、中央大学の講師となる。同年7月より、「国民新聞」に『桑の実』を連載。1915年（大正4年）3月より、『三重吉全作集』の刊行を始める（全13巻まで刊行）。同年4月、「中央公論」へ『八の馬鹿』を発表。これまで、数々の作品を執筆して小説家としての評価を上げたが、自身の小説家としての行き詰まりを自覚し、これ以降、小説の筆を折る。
1916年（大正5年）、三重吉34歳の時、河上らくとの間に、長女すずが生まれる。娘のために童話集『湖水の女』を創作したことをきっかけに、児童文学作品を手掛けるようになった。同年7月、妻ふぢが亡くなる。
1917年（大正6年）4月より、『世界童話集』の刊行を開始。清水良雄が装丁・挿絵を担当し、児童文芸誌『赤い鳥』へ続く親交が始まる。1918年（大正7年）1月、長男珊吉が生まれる。
同年7月1日、『赤い鳥』（7月号）を創刊。同年9月、海城中学を辞職、中央大学を休職し、本格的に児童文学誌『赤い鳥』に力を入れ始める。
『赤い鳥』では、文壇の著名作家 に執筆を依頼。芥川龍之介「蜘蛛の糸」や有島武郎「一房の葡萄」などの童話、北原白秋らの童謡、小山内薫、久保田万太郎らの児童劇など、大正期児童文学関係の名作が本誌から誕生し、教訓色に塗り潰されていた従来の児童読み物が、芸術的にも高められていく気運を作り出した。
1921年（大正10年）10月、三重吉39歳の時に、小泉はま（濱）と再婚する。1928年（昭和3年）、三重吉46歳の時、乗馬による少年の精神教育を主旨とした騎道少年団を設立する。1929年（昭和4年）3月、『赤い鳥』は休刊したが、翌年より復刊準備にかかり、1931年（昭和6年）1月に、『赤い鳥』は復刊した。
1935年（昭和10年）、三重吉53歳の時、山梨県小淵沢にて『綴方読本』の執筆にとりかかる。同年10月頃から、喘息のため病床に臥す。同年12月、『綴方読本』を刊行。
1936年（昭和11年）6月24日、病状が悪化し、東京帝国大学附属病院真鍋内科へ入院。同年6月27日・午前6時30分、肺がんのため死去。53歳没。戒名は天真院啓迪日重居士。同年6月29日、西大久保の自宅で告別式が営まれる。三重吉の死去と共に、『赤い鳥』は同年8月号で終刊した。同年10月、『赤い鳥　鈴木三重吉追悼号』が刊行される。

## 備考
- 三重吉が肺がんで亡くなるまで、『赤い鳥』は18年間（計196冊）刊行を続け、最盛期には発行部数3万部を超えたと言われる。しかも学校や地方の村の青年会などで買われたものが回し読みされたという。この間、坪田譲治、新美南吉 [7]ら童話作家、巽聖歌ら童謡作家、成田為三、草川信ら童謡作曲家、清水良雄らの童画家も世に出した。また紙面に児童の投稿欄も設けられ三重吉や白秋、山本鼎が選評にあたり児童尊重の教育運動が高まっていた教育界に大きな反響を起こした。

- 三重吉の13回忌にあたる1948年（昭和23年）から、「鈴木三重吉賞」が創設され、現在も全国の子供の優秀な作文や詩に賞が贈られている。

- 古事記を子供にもわかりやすいよう物語風に現代語化して『赤い鳥』に連載した「古事記物語」 [8]の作者としても知られる。

- 里見弴の随筆によると、里見が泉鏡花を、直接の師匠ではないからというので「泉さん」と呼んでいたところ、酒に酔った三重吉から凄い勢いで叱責されたとあり、酒癖の悪い人物だったらしい。また小島政二郎『眼中の人』に、代作の実態や、三重吉の酒癖の悪さは描かれている。一晩に酒一升を平らげるほどの酒豪で、酔うと手が付けられず灰皿が飛び交うような大喧嘩に発展する事もしばしばであった。
- 「赤い鳥」創刊当時からの仲間であった北原白秋とは、酒の諍いが元で1933年以降絶縁状態になったというのが通説だが、三重吉が永島信吉にあてた手紙によれば、北原白秋が原稿をよく遅刻するのが原因だとする記述が残されている。しかし、絶縁に関する詳細は当時の関係者にも不明であり、様々な憶測が飛び交っているが、行き違いが原因ではないかと言われている。

- 鈴木家の菩提寺である、広島市・長遠寺の鈴木家の墓に、三重吉の遺骨は納められている。13回忌に伴い、鈴木家の墓のすぐ右隣に、三重吉の墓碑が建立された。墓碑の「三重吉永眠の地　三重吉と濱の墓」の文字は、三重吉自身が生前に書き残したものである。

## 著書
- 千代紙 俳書堂 1907
- 女と赤い鳥 春陽堂 1911
- おみつさん 春陽堂 1912
- 返らぬ日 春陽堂 1912
- 小鳥乃巣 春陽堂 1912 「小鳥の巣」岩波文庫
- 櫛 春陽堂 1913
- 女鳩 浜口書店 1913
- 桐の雨 浜口書店 1913
- 桑の実 春陽堂 1914　のち岩波文庫、新潮文庫、角川文庫
- 朝顔 植竹書院 1914
- 赤い鳥 春陽堂　1915
- 懺悔 ゴリキイ（訳）博文館 1915
- 三重吉全作集 全13編 春陽堂 1915-1916
- 古事記物語　赤い鳥社 1920（赤い鳥の本） のち角川文庫
- 救護隊 赤い鳥社 1921（赤い鳥の本）
- アンデルセン童話集 （訳）アルス、1927
- 日本建国物語 アルス 1930
- 現代日本文学全集 第42篇 鈴木三重吉集・森田草平集 改造社 1930
- 千鳥 岩波文庫、1935 のち新潮文庫、角川文庫
- 綴方読本（編）中央公論社、1935  のち角川文庫、講談社学術文庫
- 鈴木三重吉全集 全6巻  岩波書店、1938
- 三重吉童話読本 全10巻 明日香書房 1948-1949
- 鈴木三重吉童話全集 全9巻別巻1 文泉堂書店 1975
- 鈴木三重吉全集 全6巻別巻1 岩波書店 1982